# Agroeca
Agroeca es un género de arañas araneomorfas de la familia Liocranidae. Se encuentra en la zona holártica con una especie en la India y otra en Perú.

## Lista de especies
Según The World Spider Catalog 12.0:
- Agroeca agrestis Ponomarev, 2007
- Agroeca annulipes Simon, 1878
- Agroeca bonghwaensis Seo, 2011
- Agroeca brunnea (Blackwall, 1833)
- Agroeca coreana Namkung, 1989
- Agroeca cuprea Menge, 1873
- Agroeca debilis O. Pickard-Cambridge, 1885
- Agroeca dentigera Kulczynski, 1913
- Agroeca dubiosissima (Strand, 1908)
- Agroeca flavens O. Pickard-Cambridge, 1885
- Agroeca gangotrae Biswas & Roy, 2008
- Agroeca guttulata Simon, 1897
- Agroeca inopina O. Pickard-Cambridge, 1886
- Agroeca kamurai Hayashi, 1992
- Agroeca kastoni Chamberlin & Ivie, 1944
- Agroeca lusatica (L. Koch, 1875)
- Agroeca maculata L. Koch, 1879
- Agroeca maghrebensis Bosmans, 1999
- Agroeca makarovae Esyunin, 2008
- Agroeca minuta Banks, 1895
- Agroeca mongolica Schenkel, 1936
- Agroeca montana Hayashi, 1986
- Agroeca ornata Banks, 1892
- Agroeca parva Bosmans, 2011
- Agroeca pratensis Emerton, 1890
- Agroeca proxima (O. Pickard-Cambridge, 1871)
- Agroeca spinifera Kaston, 1938
- Agroeca trivittata (Keyserling, 1887)